# Gwonseon-gu
Gwonseon-gu är ett av de fyra stadsdistrikten (gu) i staden Suwon i provinsen Gyeonggi i den nordvästra delen av Sydkorea, 30 km söder om huvudstaden Seoul. Vid utgången av 2020 hade distriktet 378 153 invånare.

## Administrativ indelning
Distriktet är indelat i tolv administrativa stadsdelar: 
Geumgok-dong,
Gokseon-dong,
Guun-dong,
Gwonseon1-dong,
Gwonseon2-dong,
Homaesil-dong,
Ipbuk-dong,
Pyeong-dong,
Seodun-dong,
Seryu 1-dong,
Seryu 2-dong och
Seryu 3-dong.